# Луїза Браверман
Луї́за Бра́верман (англ. Louise Braverman; нар. 1948) — архітекторка з Нью-Йорка, відома своєю дизайнерською філософією, що поєднує естетичний підхід та соціальну відповідальність. Членкиня Американського інституту архітекторів (FAIA).

## Життєпис
Здобула освіту в Єльській школі архітектури. Браверман заснувала власну архітектурну фірму Архітекторка Луїза Браверман у 1991 році. Її компанія спроєктувала низку відомих будівель у всьому світі, зокрема Житло персоналу сільського медичного закладу у Бурунді та Центр мистецтв Надір Афонсу у Португалії. Художній музей Центр мистецтв Надір Афонсу згадується в ключових книгах Архітектурне призначення: Основний посібник із 1000 сучасних будівель і Перелом: жіноча архітектура, яка досліджує внесок жінок в архітектуру від початку ХХ століття до сьогодення. 
Браверман часто виступає з лекціями, розповідаючи про свою роботу в таких закладах, як Колумбійський GSAPP, План Журнал Перспектива США, а також в Архітектурна ліга Нью-Йорка як новий голос. Вона описала свій підхід до архітектурного дизайну у своїй новій доповіді на конвенції AIA в Айові 2017 року, а також у своєму детальному інтерв'ю з Джулією Гамоліною 2020 року, опублікованому на відомому вебсайті MadameArchitect.org і в лекції 2023 року «Архітектура мистецтва + совість» у Національному клубі мистецтв. 
Браверман була запрошена представити роботи своєї фірми на Венеціанській бієнале архітектури 2023, 2021, 2018, 2016, 2014 і 2012 роках в рамках виставок Час Простір Існування, а також на виставці OfficeUS у Павільйоні Сполучених Штатів Венеціанської бієнале архітектури в 2014 році. Вона обговорювала значення своїх шести послідовних інсталяцій у Венеції та їхній вплив на розвиток її архітектурних проєктів у розмові з Мартою Торн у програмі Cocktails and Conversation AIA New York Chapter 2021. Також вона висловила, що Венеція є джерелом її творчого натхнення, у своєму есе «Мрія про венеціанську архітектуру».

## Видатні твори
Деякі з навідоміших робіт Браверман включають відзначення нагородами центру сталого житла для медичних працівників у сільській місцевості в Бурунді, Африка та Художній музей Центр мистецтв Надір Афонсу у Ботікас, Португалія, присвячений творчості художника-абстракціоніста Надіра Афонсу.
Інші проєкти, які привернули увагу ЗМІ, включають Центр хірургії рук CV Старр Центр хірургії кисті в лікарні Святого Луки Рузвельта в Нью-Йорку, Будинок поетів, Музей юдаїки Дерфнера та доступне житло в Челсі Корт. У 2015 році її фірма була обрана Фондом сім'ї Уолтон для участі в першій програмі Північний захід Програма вдосконалення дизайну, до якої увійшли 36 дизайнерів, які зроблять внесок у майбутнє міського ландшафту північно-західного Арканзасу.

## Вибрані проєкти
Архітектура
- Збірний навчальний ландшаф, 2016[31]
- Художній музей Центр мистецтв Надір Афонсу, 2013[32]
- Житло для персоналу сільського медичного закладу, 2013[33]
- Музей юдаїки Дерфнера, 2009[28]
- Бібліотека + Навчальний центр Будинку поетів, 2009[34]
- Бруклінська публічна бібліотека, філія Хайлоун, 2006[35]
- Художня галерея Павла Зубока, 2004[36]
- Салон Джо, 2003[37]
- Доступне житло в Челсі Корт, 2003[38][39]
- Карти + фільми на Центральному терміналі, 1996—1997[40]
- Поетичне світло на Центральному терміналі, 1996[41]

Відео
- «Шари», виставка Час Простір Існування Венеціанська бієнале архітектури, 2023[42]
- «Передмістя Гіперлуп — архітекторка Луїза Браверман», виставка Час Простір Існування Венеціанська бієнале архітектури, 2018[43]
- «Активний голос», інсталяція Венеціанської бієнале архітектури, 2016[44]
- «Голоси з Венеції: розмови на Архітектурній бієнале 2014 року з жінками, які займаються архітектурою», 2014[45]
- «Кігуту в стадії формування», інсталяція Венеціанської бієнале архітектури, 2012[46]

## Нагороди
- 2023 рік
  - Переосмислення майбутньої третьої премії[47]
  - Нагорода «Кращий рік» Журнал про дизайн інтер'єру «Кращий у своєму класі» [48]
  - Фіналіст The Plan Award [49] 2022 рік

Спеціальна нагорода Architizer+ за найкращу північноамериканську фірму [50]
Міжнародна архітектурна премія Chicago Athenaeum Почесна грамота[51]
Фіналіст премії The Plan [52]
2021 рік
Фіналіст дизайну інтер'єру «Найкращий дизайн»[53]
Дизайн інтер'єру. Кращий дизайн Centro de Artes Nadir Afonso[54]
Учасник виставки «Існування в часі та просторі» на 17-й Венеціанській бієнале архітектури [55]
2020 рік
Премія «Жінки в дизайні» [56]
2019 рік
Міжнародна архітектурна премія Chicago Athenaeum [57]
Chicago Athenaeum Green GOOD DESIGN Award [58]
2018 рік
Учасник виставки «Існування в часі та просторі» на 16-й Венеціанській бієнале архітектури [59]
Infinite Archive at New York Public Library Art Exhibition, 1 of 30 Selected Artists[60]
Переможець конкурсу Frame Awards People's Choice[61]
2017 рік
Лауреат премії NYCxDESIGN [62]
Спеціальна відзнака Architizer A+ [63]
Chicago Athenaeum Green GOOD DESIGN Award [64]
2016 рік
DAF 2016 Awards Друга нагорода[65]
AIA Small Projects Awards[66]
Експонент Time Space Existence на 15-й Венеціанській бієнале архітектури[15]
2015 рік
Список нагород Blueprint Awards [67]
Фіналіст премії Architizer A+[68][69]
Фіналіст премії ArchDaily Building of the Year [70]
AIA NY Chapter Design Award of Merit [71]
2014 рік
Architect Magazine Annual Design Review Citation Award[72]
Почесна відзнака журналу Architect Magazine Annual Design Review [73]
14-та Венеціанська бієнале архітектури[16][74]
Переосмислення майбутнього сталого розвитку Почесна відзнака[75]
Американська архітектурна премія Chicago Athenaeum [76]
Державна нагорода AIANY [20]
Державна нагорода AIANY за заслуги [20]
Премія AIANY Chapter/Boston Society of Architects Housing Design Award [21]
Спеціальна відзнака Architizer A+ [77]
2013 рік
Міжнародна архітектурна премія Chicago Athenaeum [78]
Chicago Athenaeum GREEN GOOD DESIGN Award [79]
2012 рік
13-та Венеціанська бієнале архітектури[17]
Американська архітектурна премія Chicago Athenaeum [80]
2010 рік
Chicago Athenaeum Green GOOD DESIGN Award [81]
2009 рік
Міжнародна архітектурна премія Chicago Athenaeum [82]
2008 рік
Підвищений до стипендіата Американського інституту архітекторів[83]
2005 рік
Нагорода житлового архітектора за заслуги [84]
2004 рік
Нагорода AIA NY Chapter/Boston Society of Architects Housing Design Award [85]
Національна премія AIA у сфері житла[86]
1997 рік
І. Д. Щорічний огляд дизайну Нагорода за найкраще в категорії[40]
1996 рік
Премія Architectural League Emerging Voices [87]
1994 рік
Премія ARCHI AIA Chapter Long Island [88]